# Bozorg Alavi

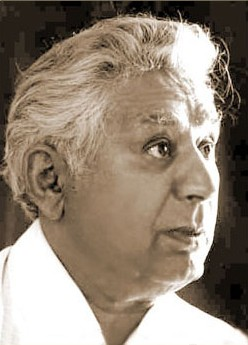
Bozorg Alavi

Bozorg Alavi (persiska بزرگ علوی, lyssna (fil)), född 2 februari 1904, död 18 februari 1997, var en inflytelserik persisk författare, novellist och politisk debattör. Han var en av förgrundsfigurerna i det iranska kommunistiska Tudehpartiet på 1940-talet, gick i exil och bosatte sig senare i Östtyskland. Hans främsta novell är Chashmhāyash (Hennes ögon), som publicerades i Iran 1952. Alavi var paniranist.